# Palacete Villa Rosalba
O Palacete Villa Rosalba é um dos edifícios do Mercosul localizado na capital do Paraguai, onde já foi sediado o Tribunal Permanente de Revisão do Mercosul. É considerado parte do patrimônio histórico da cidade e reserva ecológica de Assunção.

## História
Inaugurado em 1919 como residência familiar de José Emilio Pérez em local outrora pertencente ao diplomata sueco Justino Berthet. Em 23 de fevereiro de 1943 o Decreto nº 17.158 do Poder Executivo Paraguaio concede autorização para o Ministério de Guerra e Marinha Paraguaio comprar o palacete da proprietária Rosalba Ferraro, para sediar o Comando em Chefe das Forças Armadas da Nação Paraguaia e assim funcionou até 1987.
Entre 1996 e 2004 no palacete funcionou o Tribunal Superior de Justiça Militar do Paraguai. Em 6 de abril de 2004 o governo do Paraguai o transferiu do Ministério de Defesa Nacional para o Ministério de Relações Exteriores com o fito de transformá-lo exclusivamente em sede do TPR.
Em 19 de junho de 2005, o "Acordo de Sede entre a República do Paraguai e o Mercado Comum do Sul - Resolução MERCOSUL/CMC/DEC Nº 01/05", decide assentá-lo como sede definitiva do Tribunal Permanente de Revisão do Mercosul. Em janeiro de 2016, o tribunal deixou o palácio e mudou-se para outra sede.